# Кристиян Бояджиев
Кристиян Атанасов Бояджиев е български композитор на попмузика, детски песни и театрална музика, аранжор, музикален продуцент и изпълнител на клавишни инструменти. Син е на композитора Атанас Бояджиев (1926 – 2017) и на куклената актриса Лина Бояджиева (1928 – 2015), която близо 40 години пее песента на Сънчо в „Лека нощ, деца“ по БНТ.

## Биография и творчество
Роден е на 28 август 1954 г. в София. Завършва 6-о основно училище „Граф Игнатиев“ през 1969 г. и 18 гимназия през 1972 г. Завършва теоретичния факултет на Академия за музикално и танцово изкуство в Пловдив – 1982 г.
От 1975 г. работи в Българската телевизия като звукооператор в отдел „Звук“. От 1998 г. е отговорен редактор в редакция „Поп и джаз музика“ в БНР – Програма „Христо Ботев“. В периода 2000 – 2001 г. заема длъжността Главен музикален редактор в БНР. От 2007 до 2013 г. е отговорен редактор в редакция „Забавна музика“ при Програма „Христо Ботев“ на БНР.
Автор и водещ е на предавания в БНР: „Джаз клуб“ от 1996 до 2013 г. (750 предавания) и от 2016 г. до днес, „Между барока и рока“ с Янина Богданова от 1996 до 2013 г. (700 пред.) и от 2016 г. до днес, „Фонограф“ – авторска рубрика в „Артефир“ с Димитрина Кюркчиева от 2002 до 2013 г. (около 550 предавания) и от 2016 г. до днес, „Изпята поезия" до средата на 2013 г. и от 2016 г. с Димитрина Кюркчиева до днес.
Песни на Кристиян Бояджиев са изпълнявани от Васил Найденов („Звезди“, „Ще търсиш дълго ти“), Милена („Коледари“, „Момичето от вашите приказки“, „Стадион“), Орлин Горанов („Анди“, „Все още“), Щурците („По пътя“), Лили Иванова („За да те има“), Трик („В такава нощ“, „Електронното куче“), Цветан Владовски, Спринт (група), Нели Рангелова, Маргарита Хранова, Венета Рангелова, Михаил Белчев („Шарена песен“, „Откровение“, „Мираж“), Богдана Карадочева („В нашето време на трезвост“), Росица Кирилова, Росица Ганева, Кристина Димитрова, Георги Христов, Васил Петров, Веселин Маринов, Богдан Томов, Тангра, Фактор, Братя Аргирови, Христо Деянов, Георги Денков.
Дебютира с песните „Размисъл“, ст. Михаил Белчев, изп. Петър Чернев и ФСБ и „Злият магьосник“, т. М. Белчев, изп. Васил Найденов и ФСБ. Продуцира албуми на: Нели Рангелова („Добър ден ще ти кажа“), Кристина Димитрова („Мона Лиза“), Чочо Владовски – албум от 1989 година, Ирина Флорин („Краят на началото“), цикъла „Коледари“ – съвместно с Димитър Керелезов, Асен Драгнев и Иван Платов. Продуцент и аранжор е на песента „45 години стигат! Времето е наше!“, в която изпълнява всички инструментални партии. Автор е на първата българска песен („V.O.A.“), излъчвана по американската радиопрограма „V.O.A. Europe“.
През 1985 г. заедно с Юри Ступел, Георги Денков и присъединилият се по-късно Хайгашот Агасян създава вокално-инструменталната формация „Асоциация“ – изпълнителска група от композитори, с която има концертни изяви в 14 европейски страни. Кристиян Бояджиев участва в три национални концертни обиколки с Лили Иванова като пианист в нейния оркестър (1990 – 1992).
През 1993 г. формира творчески тандем с Михаил Йончев – „КриМи“, с който има издаден албум и 30 съвместно създадени и записани песни; сред тях са „Вяра, надежда, любов“, „Родени в България“, „Мой гълъбе“, както и спечелилата награда на „Златният Орфей“ „Не го прави отново“.
Пише музика по стихове на Петя Йорданова, Миряна Башева, Михаил Белчев, Георги Константинов, Павел Матев, Недялко Йорданов, Стефан Цанев. Работи с авторите на песенна лирика: Богомил Гудев, Димитър Керелезов, Александър Петров, Даниела Кузманова, Волен Николаев, Живко Колев, Иван Тенев, Матей Стоянов.
Член е на Съюза на българските композитори, Съюза на българските журналисти, Музикаутор, Профон, Театераутор. Член е на Управителния съвет на БНР от 2013 до 2016 г.

## Награди и отличия
Печели два пъти Голямата награда на фестивала „Златният Орфей“ – през 1992 година с „Близо до мен“, т. Александър Петров, изп. Вили Кавалджиев и през 1996 година с „Не го прави отново“, т. и изп. Михаил Йончев.
Отличен е с годишна театрална награда „Куклар“ за „Най-добра музика в куклена постановка“ през 1997 година за спектакъла „Бонбон, оле“.
Получава награда за „Най-добра детска песен и статуетка „Златен петел“ в едноименния конкурс, Стара Загора – 1998 година за песента „Стълба“, по стихове на Петя Йорданова.
През 2009 г. на Националния куклено-театрален фестивал „Михаил Лъкатник“ в Ямбол получава Наградата за оригинална музика за „Приказка в ръчичка“, режисьор Елза Лалева, постановка на Държавен куклен театър – Сливен.
През 2008 г. печели конкурса „София пее“ (Песен за София) с „Пред календара“, т. Александър Петров, изп. Михаил Йончев.
През 2010 г. на фестивала „Златният Арлекин“ в Плевен получава награда за песента „Забравена любов“ /Любовта ми към теб/, по стихове на Георги Константинов, изпълнена от Георги Денков и по-късно от Джоко Росич, с когото записва и песента „Мираж“, по стихове на Михаил Белчев.
Получава награда на БНР „Сирак Скитник“ през 2011 г. за „Заслуги в областта на музикалното радиотворчество“.